# Плат Сити (Мисури)
Плат Сити (енгл. Platte City) град је у америчкој савезној држави Мисури.

## Демографија
По попису из 2010. године број становника је 4.691, што је 825 (21,3%) становника више него 2000. године.
| Група             | 2000.         | 2010.         |
| Белци             | 3.510 (90,8%) | 4.046 (86,3%) |
| Афроамериканци    | 129 (3,3%)    | 215 (4,6%)    |
| Азијати           | 31 (0,8%)     | 65 (1,4%)     |
| Хиспаноамериканци | 108 (2,8%)    | 228 (4,9%)    |
| Укупно            | 3.866         | 4.691         |